# 大江挙周
大江 挙周（おおえ の たかちか）は、平安時代中期の貴族。式部大輔・大江匡衡の子。官位は正四位下・式部大輔。

## 経歴
父・匡衡と同様に紀伝道に進み、文章得業生を経て、長保3年（1001年）対策に及第。なお、『本朝文粋』には対策の答案が採録されている。寛弘3年（1006年）一条天皇の東三条殿行幸の際に父・匡衡に従った挙周が作った文が評価されて六位蔵人に任ぜられた。
寛弘5年（1008年）ごろ巡爵により従五位下・筑前権守に叙任される。三条朝に入ると、春宮・敦成親王の東宮学士に任ぜられ、長和3年（1014年）敦成親王の御読書始の御博士役を務めた。
長和5年（1016年）敦成親王の践祚（後一条天皇）に伴って従四位下に叙せられる。後一条朝では侍読や文章博士を務めて正四位下・式部権大輔に至った。また、地方官として、和泉守・三河守・丹後守を兼帯した。
後冷泉朝初頭の永承元年（1046年）6月卒去。臨終に際して、自らの学者としての生涯に満足していると語り、絶命のとき瑞相が出現したという（『続本朝往生伝』）。

## 逸話・説話

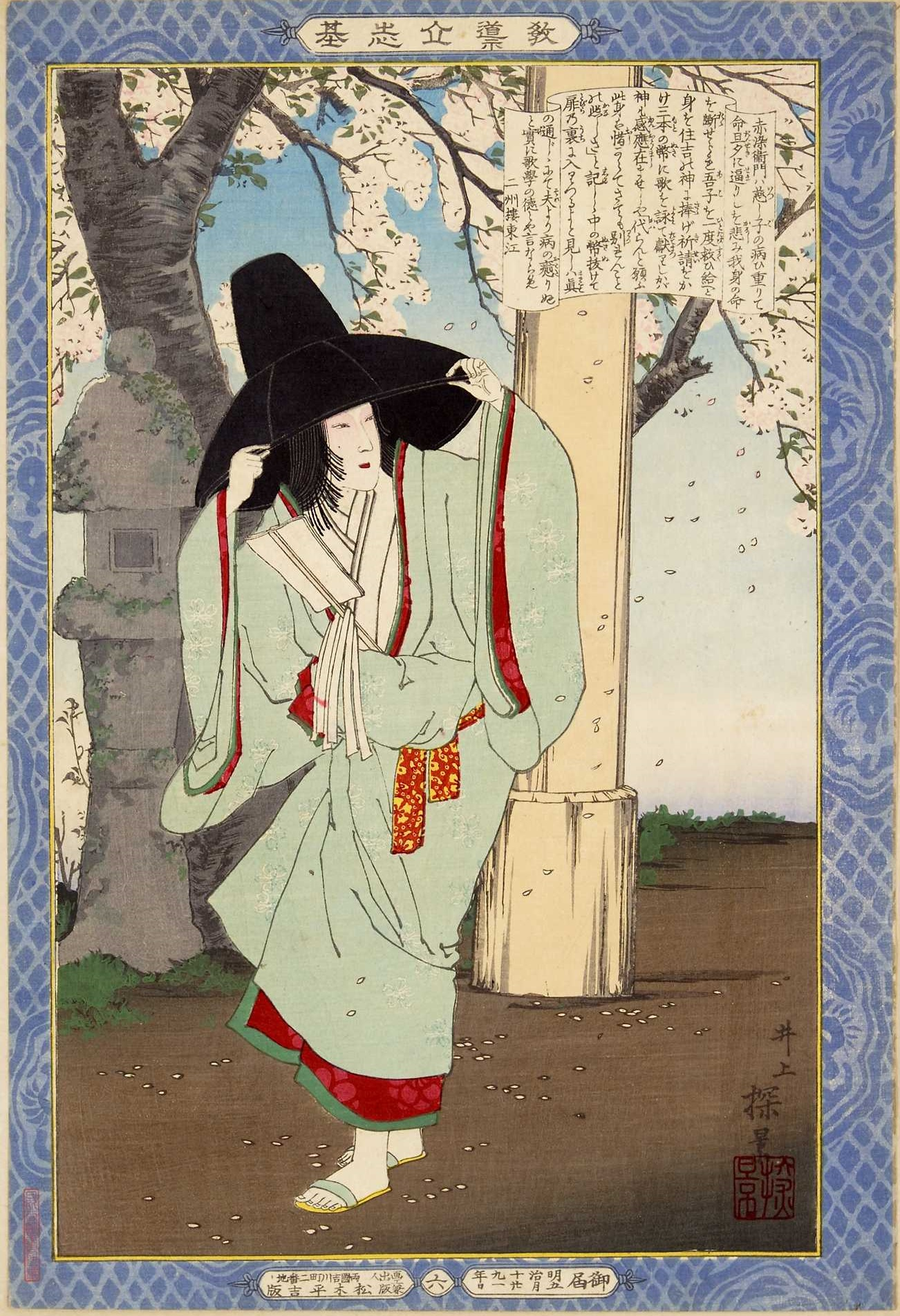
『教導立志基』「赤染衛門」（井上安治筆）。赤染衛門が息子・挙周の病気平癒を願い、和歌をしたためた幣を住吉明神に奉納祈願した逸話を描く。

挙周の出世が伸び悩んでいる時に、母の赤染衛門は藤原道長の妻倫子に歌を送った。
おもへきみかしらの雪をうちはらひ　消えぬさきにといそぐ心を
（頭にふりかかる雪を打ち払いながら、雪のように我が身が消えないうちにと急ぐ心を、どうぞお察し下さい）
頭の雪＝自分の白髪とかけ、年老いつつも息子を案じる母の心を詠んだ歌であるという。
道長はこの歌を見て同情の心が湧き、挙周は和泉国国司に任じられた。だが挙周は国司赴任中に病にかかってしまった。挙周の病は重くなる一方であったので、赤染衛門は京から急いでかけつけ、住吉神社で息子の治癒を祈願した。御幣には一首の歌が添えられていた。
代はらむと思ふ命は惜しからで　さても別れむほどぞ悲し
（息子の命と代えようと言う私の命は惜しくないけれども、そうして息子と別れるならばやはり悲しいことであるよ）
自分の命を捧げても惜しくはないので、息子だけは助けてほしいという歌であった。やがて挙周の病は全快したが、母の行動を伝え聞いた挙周は同じように住吉神社に赴き、「母が死んでは生きてはいけないので、母が捧げた命は自分の命で補ってほしい」と祈ったという。
以上の説話は『赤染衛門集』、『今昔物語集』巻第二十四に収められるほか、『十訓抄』巻十、『古今著聞集』巻五などの説話集にもとられて広く流布した（本記事の歌は『今昔物語集』の本文による）。

## 官歴
- 長保2年（1000年） 12月2日：見文章得業生[4]
- 長保3年（1001年） 9月26日：対策及第[4]。12月25日：見播磨少掾文章得業生正六位上[5]
- 寛弘3年（1006年） 日付不詳：式部少丞[6]。3月4日：六位蔵人[7]
- 寛弘5年（1008年） 9月11日：見筑前権守従五位下[8]
- 寛弘8年（1011年） 8月2日：見東宮学士（春宮・敦成親王）[4]
- 長和5年（1016年） 2月8日：還昇（四位）[9]
- 寛仁3年（1019年） 2月6日：見和泉守[9]
- 万寿3年（1026年） 10月9日：見三河守[10]
- 長元元年（1028年） 7月19日：見木工頭[10]
- 長元4年（1031年） 2月10日：見文章博士[10]。11月2日：見式部権大輔[10]
- 長元8年（1035年） 10月4日：見式部権大輔文章博士木工頭伊予介正四位下[11]
- 長元9年（1036年） 日付不詳：兼丹後守[12]
- 永承元年（1046年） 6月：卒去[13]

## 系譜
- 父：大江匡衡
- 母：赤染衛門 - 赤染時用の娘
- 妻：高階明順の娘
  - 男子：大江成衡（?-?）
- 生母不明の子女
  - 男子：大江能高